# Comitetul Național Olimpic și Sportiv din Republica Moldova
Comitetul Național Olimpic și Sportiv din Republica Moldova (CNOS) este o organizație sportivă din Republica Moldova, care își desfășoară activitatea în baza prevederilor Chartei Olimpice și ale statutului propriu. El acționează pentru dezvoltarea și sprijinirea mișcării olimpice în Republica Moldova, pentru cultivarea în rândul tineretului a interesului pentru sport și a idealurilor olimpice. 
Organizația a fost fondată la 29 ianuarie 1991, ea devenind membră a Comitetului Internațional Olimpic (CIO) în 1993. Comitetul se implică în pregătirea sportivilor moldoveni pentru a permite participarea lor la Jocurile Olimpice. De asemenea, face parte din Comitetul Olimpic European. Sediul CNOS al Republicii Moldova este pe Str. Pușkin nr. 11 din orașul Chișinău.

## Activități desfășurate
Comitetul Național Olimpic al Republicii Moldova organizează, împreună cu federațiile naționale ale sporturilor olimpice, selecția și pregătirea sportivilor, asigurând reprezentarea Republicii Moldova la Jocurile Olimpice, precum și la competițiile regionale, continentale și intercontinentale, organizate sub egida Comitetului Internațional Olimpic.  
Actualul președinte al organizației este Nicolae Juravschi, în timp ce postul de secretar general este ocupat de Cristina Vasilianov.

## Conducătorii olimpismului moldovean
- Efim Josanu (1991-2001)
- Nicolae Juravschi (2001-prezent)